# 女の波紋
『女の波紋』（おんなのはもん）はフジテレビ系ライオン奥様劇場枠で1966年5月23日～7月8日に放送された連続テレビ映画である。白黒作品。全35回。

## 概要
「奥様劇場」第18作。法廷で裁く者と裁かれる者との間に絡み合う愛情を軸に、実の母を裁かなければならない立場に立った女性検事の葛藤と苦悩、そして出生の秘密を解き明かしてゆく姿を描く。平均23.8％、最高28.4％（いずれもビデオリサーチ関東地区調べ）の高視聴率を上げ、本作以降「ライオン奥様劇場」枠で「花の罪」、「女の盛装」などNMC制作の法廷ものが量産された。映画監督としても知られる猪俣勝人が手掛けた唯一の昼メロ作品。

## 物語
大学の法学部を卒業した庄司恵子は検察庁に検事として採用された。女手ひとつで育ててくれた母和江とささやかな祝宴を開いて前途を祝福した矢先、謎の女昌代の出現によって自身の出生に疑惑を抱いた恵子は、尊敬する先輩検事立上の忠告で戸籍を調べる。それによって疑惑は一応解決することができたが、所用で訪れた柳橋の料亭で出会った女将が昌代であったことから、運命の歯車が動き出す。

## キャスト
- 庄司恵子 ……… 葉山葉子
- 庄司和江 ……… 三條美紀
- 昌代 …………… 喜多川千鶴
- 立上検事 ……… 石濱朗
- 伊沢一郎
- 藤岡重慶
- 服部哲治
- 湊俊一
- 中山鉄也

## スタッフ
- 脚本：猪俣勝人、柳川創造、中川文明
- 監督：堀内真直、土屋蔵三
- 音楽：大森盛太郎
- プロデューサー：大橋正次（NMC）
- 制作：フジテレビ・NMC

## 主題歌
- 「女の波紋」(クラウンレコード)
  - 作詞：星野哲郎
  - 作曲：叶弦大
  - 編曲：安田彫花
  - 歌：笹みどり

## 参考資料
- 「テレビジョンドラマ」（放送映画出版）
- 「女の波紋」シナリオ決定稿

| フジテレビ ライオン奥様劇場       | フジテレビ ライオン奥様劇場       | フジテレビ ライオン奥様劇場           |
| 前番組                            | 番組名                            | 次番組                                |
| --------------------------------- | --------------------------------- | ------------------------------------- |
| こころ妻 （1966.4.4 - 1966.5.20） | 女の波紋 （1966.5.23 - 1966.7.8） | 月よりの使者 （1966.7.11 - 1966.9.2） |